# Flowerpornoes

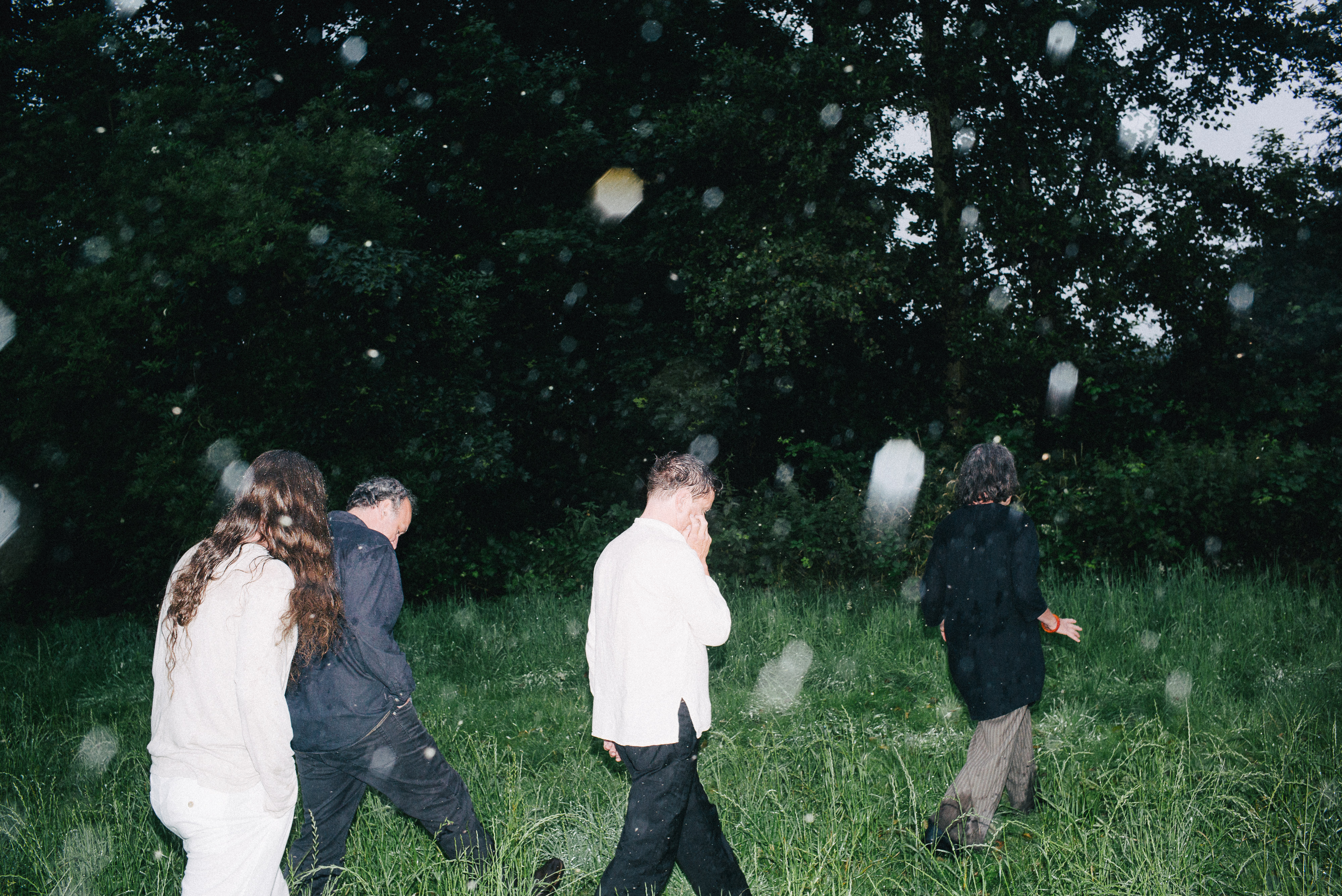

Die Flowerpornoes sind eine Band, die 1985 in Duisburg gegründet wurde. Der Musikstil reicht von Alternative Rock über Psychedelia hin zu Folksongs mit nachdenklichen deutschen Texten.
Ihr Frontmann und Mitbegründer Tom Liwa (* 25. Oktober 1961 in Duisburg) besticht vor allem durch seine poetischen Texte und Interpretationen. Die Besetzung der Flowerpornoes wechselte im Laufe der Zeit mehrfach. 1996 löste sich die Gruppe offiziell auf; erst über 10 Jahre später, im Jahre 2007, konnten sich die Bandmitglieder wieder zu einem Neuanfang entschließen. Neben den Gründungsmitgliedern Anni Vocado, Doc Suhren und Birgit Quentmeier waren auch Alexandra Gilles-Videla, Markus Steinebach, Stefan Küpper und Thomas Waschat mit von der Partie. Aktuell bestehen die Flowerpornoes aus Markus Steinebach, Birgit Quentmeier, Giuseppe Mautone und Tom Liwa.

## Diskografie
- 1987: Make Up (10" EP, Scratch 'n' Sniff - SS 01)
- 1988: Dreamarchives I - As Trivial As Life And Death - Malpimi Beach 86 Thru 88 - The Parallel Porns (C60-Kassette, Calypso Now (Schweiz))
- 1988: Flowerpornoes (wiederveröffentlicht als Stardust Kiddies, LP, Scratch 'n' Sniff - SS 05)
- 1989: Pumpkin Tide (12" EP, Scratch 'n' Sniff - SS 06)
- 1989: As Trivial as Life and Death (LP, Scratch 'n' Sniff - SS 08)
- 1993: Mamas Pfirsiche (für schlechte Zeiten) (CD, Moll 01)
- 1994: Red' nicht von Straßen, nicht von Zügen (CD, Moll 08)
- 1996: Ich & Ich (CD, Moll 17)
- 2007: Wie oft musst Du vor die Wand laufen bis der Himmel sich auftut? (CD, V2 records)
- 2012: Ich liebe Menschen wie ihr (CD, GIM Records)
- 2015: Umsonst & Draussen (CD, LP, Grand Hotel van Cleef)
- 2021: Morgenstimmung ((Flowerpornoes Self-released))[1]